# Pandemia de COVID-19 na Costa Rica
Este artigo documenta os impactos da Pandemia de COVID-19 na Costa Rica e pode não incluir todas as principais respostas e medidas contemporâneas.

## Cronologia

### Março de 2020
O primeiro caso foi confirmado em 6 de março, vindo de Nova Iorque. Em 7 de março, quatro novos casos foram confirmados. Em 12 de março o número total de casos era 23. Em 18 de março a primeira morte foi confirmada e no dia seguinte a segunda. Em 20 de março 24 casos forma confirmados, elevando o total para 113. Em 31 de março, os casos haviam chegado em 347.

### Abril de 2020
A terceira morte foi confirmada em 8 de abril. Em 14 de abril o número de casos chegou a 618. Em 15 de abril a quarta morte foi registrada.